# 安宁小檗
安宁小檗（学名：Berberis grodtmannia）为小檗科小檗属的植物，为中国的特有植物。分布于中国大陆的四川等地，生长于海拔1,900米至3,100米的地区，常生于路边、落叶常绿阔叶混交林下、高山栎林下、灌丛中以及山坡水沟边，目前尚未由人工引种栽培。

## 异名
- Berberis grodtmannia Schneid. var. flavo-ramea Schneid.